# إزرائيل ألبرت هوروويتز
إزرائيل ألبرت هوروويتز (بالإنجليزية: Israel Albert Horowitz)‏ هو صحفي أمريكي، ولد في 15 نوفمبر 1907 في بروكلين في الولايات المتحدة، وتوفي في 18 يناير 1973 في نيويورك في الولايات المتحدة.

## وصلات خارجية
- إزرائيل ألبرت هوروويتز على موقع مباريات الشطرنج (الإنجليزية)
- إزرائيل ألبرت هوروويتز على موقع 365Chess.com (الإنجليزية)
- إزرائيل ألبرت هوروويتز على موقع Chesstempo.com (الإنجليزية)
- إزرائيل ألبرت هوروويتز سجل أولمبياد الشطرنج على موقع OlimpBase.org (الإنجليزية)